# Stephen H. Roberts
Stephen Henry Roberts (* 16. Februar 1901 in Maldon, Victoria; † 19. März 1971) war ein australischer Historiker.

## Leben und Tätigkeit
Roberts wurde in bescheidene Verhältnisse im australischen Bundesstaat Victoria geboren. Sein Vater Christopher Roberts war ein Bergmann aus Cornwall, die Mutter, Doris Elsie Whillelmina Wagener, war deutscher Abstammung. Er besuchte die Castlemaine High School und das Melbourne Teachers' College. Anschließend konnte er mit Hilfe eines Stipendiums Geschichte an der University of Melbourne studieren, wo er 1921 einen Bachelor- und 1923 einen Master-Abschluss erwarb. Um 1927 kam er zur Vertiefung seiner Studien nach London, wo er dank eines Forschungsstipendiums der Londoner Universität an der London School of Economics forschen konnte. Zu seinen Lehrern dort gehörten Harold Laski und Lillian Knowles. Während dieser Zeit fertigte er eine Dissertation über die französische Kolonialpolitik der 1870er bis 1920er Jahre an, mit der er zum D.Sc. promovierte. Das Werk, zu dessen Erstellung er umfangreiche Forschungen in französischen Archiven angefertigt hatte, wurde in zwei Bänden veröffentlicht. Während er durch dieses Projekt eine ohnehin bestehende Affinität zu Frankreich noch vertiefte, änderte sein langer Aufenthalt in Großbritannien nur wenig an seiner distanzierten Haltung zu diesem Land.
Nachdem Roberts 1927 oder 1928 eine Stelle als Forscher an der University of Melbourne angetreten hatte, kehrte er 1928 nach Europa zurück, um die Recherchen für ein Werk über die französische Denkart („The Mind of France“) aufzunehmen, das jedoch ein unvollendeter Rumpf blieb, den er auch Jahrzehnte später, im Ruhestand, nicht fertigstellen konnte.
Im April 1929 wurde Roberts als Inhaber des Challis-Lehrstuhls für Geschichte der University of Sydney bestellt, nachdem der bisherige Inhaber G.A. Wood sich das Leben genommen hatte. Seine Lehrtätigkeit dort, die durch eine breite Ausrichtung der betrachteten Gegenstände sowie durch eine pragmatische Lehrphilosophie (er war vor allem bestrebt, seine Schüler zu Praktikern heranzubilden, die er auf eine tatsächliche berufliche Tätigkeit vorbereitet, womit er sich von den Vorstellungen seines Vorgängers Woods, dass der Zweck des Studiums der Geschichte darin bestehe, zu einer moralischen Veredelung des Menschen beizutragen), die romantischen und literarischen Betrachtungen des Vergangenen abhold war, gekennzeichnet war, dauerte bis 1947 an. Parallel zu seinen Lehrverpflichtungen veröffentlichte er von 1929 bis 1936 acht Bücher: Außer seiner Dissertation schrieb er zwei als Schullektüre konzipierte Übersichtsdarstellungen über die moderne britische und die moderne europäische Geschichte sowie zwei Werke, die sich mit der jüngeren australischen Geschichte und den internationalen Beziehungen Australiens zu den Staaten des Fernen Osten befassten.
Neben seiner Tätigkeit an der Universität machte er sich einen Namen als Beobachter der internationalen politischen Entwicklung, was sich in engen Beziehungen zum Australian Institute of International Affairs und zum Institute of Pacific Relations niederschlug: Er hielt zahlreiche Vorträge über die internationalen Beziehungen und steuerte Kolumnen über diesen Themenkomplex für die Zeitung Sydney Morning Herald bei. Außerdem meldete er sich mit der Rubrik Nots on the News im Radio zu Wort. Ehrenamtlich saß Roberts in den 1930er Jahren im Board of Secondary School Studies, das an der Ausgestaltung der Schullehrpläne mitwirkte.
1937 veröffentlichte Roberts seine meistbeachtete Arbeit, The House that Hitler Build, eine Analyse des NS-Staates, in dem er auf Grundlage eigener Reisen in das Deutsche Reich in den 1930er Jahren – während denen er u. a. einen Reichsparteitag des NS-Regimes in Nürnberg beiwohnte – die Geschichte und die sich aus dieser, nach seiner Auffassung, ergebende zukünftige Entwicklungslinie des NS-Staates skizzierte. Zu den Lesern des Buches gehörte u. a. der britische Premierminister Arthur Neville Chamberlain, der allerdings seinem Tagebuch zufolge jedoch die von Roberts gezogenen Schlussfolgerungen ablehnte. Das Werk prognostizierte, dass die strukturelle Konstitution des NS-Systems dieses in absehbarer Zeit dazu veranlassen würde, einen neuen europäischen Krieg anzuzetteln.
Roberts Hitler-Buch wurde zu einem Bestseller (vom Erlös konnte Roberts ein eigenes Haus bauen) und wurde in mehrere Sprachen übersetzt und mehrfach nachgedruckt. In Deutschland brachte es ihn derweil in das Visier der nationalsozialistischen Überwachungsorgane, die ihn als Staatsfeind einstuften: Im Frühjahr 1940 setzte das Reichssicherheitshauptamt in Berlin – das ihn in Großbritannien vermutete – Roberts auf die Sonderfahndungsliste G.B., ein Verzeichnis von Personen, die im Falle einer erfolgreichen Invasion und Besetzung der britischen Inseln durch die Wehrmacht von den Besatzungstruppen nachfolgenden Sonderkommandos der SS mit besonderer Priorität ausfindig gemacht und verhaftet werden sollten.
1946 wurde Roberts zum geschäftsführenden Vizekanzler der University of Sydney ernannt. In dieser Eigenschaft stand er von 1952 bis 1953 dem Ausschuss der Australischen Universitätsvizekanzler vor. 1955 avancierte er schließlich zum Prinzipal, zum Oberhaupt der Universität von Sydney, eine Stellung, die er bis zu seiner Pensionierung im Jahr 1967 beibehielt. Unter seiner Ägide entwickelte diese sich von einer kleinen Eliteuniversität zu einer Lehr- und Forschungseinrichtung mit mehr als 16.000 Studierenden, die er um mehrere Fakultäten erweiterte. Ferner erwarb unter seiner Aufsicht mit Charles Perkins der erste australische Ureinwohner einen Universitätsabschluss. Er unterstützte die medizinische Ausbildung von Angehörigen der Bevölkerung von Papua-Neuguinea und diversen pazifischen Inselstaaten an seiner Universität. Ehrenamtlich stand Roberts zudem dem Rat zur Bekämpfung von Krebserkrankungen im Bundesstaat New South Wales (New South Wales State Cancer Council) vor.
Roberts starb 1971 während einer Überseereise nach Europa auf dem Schiff Marconi in der Nähe von Port Melbourne.
Sein Nachlass wird im Archiv der University of Sydney verwahrt.

## Ehrungen
Roberts war Inhaber von Ehrendoktorwürden der University of Bristol (1948), der Durham University (1953), der University of British Columbia (1956), der University of New England (1957), der McGill University (1958) und der University of Sydney (1968). Außerdem war er Mitglied der französischen Ehrenlegion. Zudem war er Träger des dänischen Dannebrogordens (1960), des libanesischen Order of the Cedar (1961), des griechischen Phönix-Ordens (1964) und des italienischen Verdienstordens.

## Familie
Am 3. August 1927 heiratete Roberts in London Thelma Lilian Beatrice Asche, mit der er drei Töchter hatte.

## Schriften
- History of Australian Land Settlement, 1788–1920
- Population Problems in the Pacific, 1927.
- History of French Colonial Policy (1870-1925), 2 Bde., 1929.
- Modern British history, 1932. (zusammen mit C:H. Currey)
- History of Modern Europe, 1933.
- Australia and the Far East, 1935.
- The Squatting Age in Australia, 1835–1847, Melbourne 1935.
- The House that Hitler Build, London 1937. (auf Deutsch als: Das Haus, das Hitler baute, 1938)